# Benny - fightern
"Benny - fightern" handlar om Benny Mills, en engelsk boxare som kommer från bakgårdarna i England och utmanar den brittiske mästaren i tungvikt. Serien fanns med i endast tre nummer av Buster, nr 1/79, 2/79/ och 3/79.